# Roger Wolcott
Roger Wolcott (13 de Julho de 1847 – 21 de Dezembro de 1900) foi um advogado e político filiado ao Partido Republicano de Massachusetts. Foi o Vice-Governador de Massachusetts de 1893 até 1897, tornando-se Governador Interino em 1896, após a morte do Governador Frederic T. Greenhalge. Foi eleito governador por direito próprio em 1897, exercendo até 1900. Era um protagonista no Young Republican Club, que revitalizou o Partido Republicano de Massachusetts na década de 1890.

## Primeiros anos
Roger Wolcott nasceu em Boston, Massachusetts, no dia 13 de Julho de 1847. Era filho de Joshua Huntington Wolcott e Cornelia (Frothingham) Wolcott, e era descendente do pai fundador de Connecticut, Oliver Wolcott. Seu pai era um empresário de sucesso, há muito tempo associado à empresa têxtil da A. & A. Lawrence. Roger Wolcott estudou primeiro em uma escola particular em Boston. Depois que seu irmão mais velho foi morto na Guerra Civil Americana, a família viajou para a Europa, visitando a Inglaterra, Suíça e França, na qual Wolcott continuou seus estudos.
Após o retorno da família a Boston, Wolcott entrou no segundo ano na Harvard College, formando-se em 1870. Frequentou a Harvard Law School, formando-se em 1874, e foi aceito na Ordem do Condado de Suffolk no mesmo ano. Casou-se com Edith Prescott no dia 2 de Setembro de 1874; era bisneta do Coronel William Prescott. O casal passou uma lua de mel de um ano na Europa.

## Carreira
Wolcott abriu uma advocacia em Boston em 1875. Tornou-se cada vez mais envolvido nos negócios dos sócios de seu pai, sendo finalmente nomeado para exercer em vários conselhos corporativos. Os negócios aos quais estava associado incluíam a Boston and Albany Railroad e a New England Trust Company. Também esteve envolvido em organizações filantrópicas, exercendo como membro da Boston Provident Association e como administrador da Eye and Ear Infirmary e do Massachusetts General Hospital. Era membro da Sociedade Histórica de Massachusetts e um superintendente da Harvard College.
Wolcott envolveu-se na política pouco tempo depois de abrir sua advocacia, conquistando um cargo na Câmara Municipal de Boston em 1877, que ocupou por três anos. Exerceu como membro da Câmara de Massachusetts (Corte Geral de Massachusetts) de 1881 até 1884 e recebeu a indicação do Partido Republicano para prefeito de Boston em 1885, mas recusou-se por conta da saúde debilitada de seu pai. Wolcott cuidou de seu pai até sua morte em 1891.

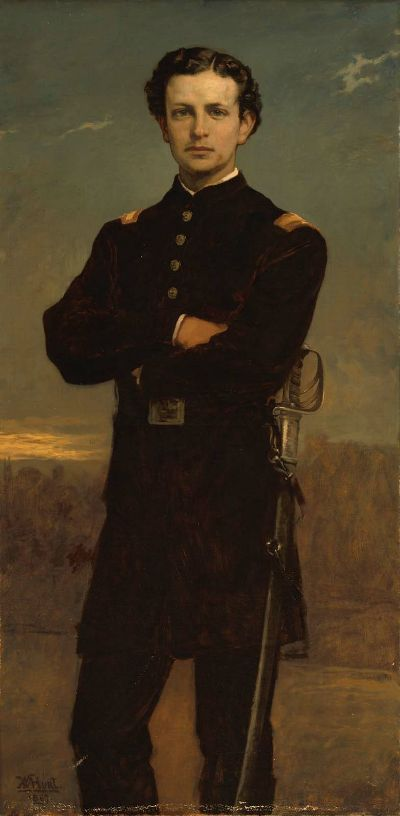
Ten. Huntington Frothingham Wolcott, anteriormente na coleção do irmão Roger Wolcott, pelo pintor de Boston William Morris Hunt

Wolcott começou a assumir um papel importante nos grupos Republicanos após a morte de seu pai. Era membro fundador e o primeiro presidente do Young Republican Club, uma organização criada para introduzir uma nova vida no partido. Esta organização promoveu-o como um potencial candidato a Vice-Governador. Na convenção estadual de 1892, Wolcott ganhou a indicação apesar da oposição de alguns líderes do partido. Embora o candidato a governador Republicano William H. Haile tenha perdido para o Democrata incumbente William E. Russell, Wolcott venceu sua eleição. Exerceu como o 36º Vice-Governador de 1893 até 1897, primeiro sob a Governança de Russell e depois com o Republicano Frederic T. Greenhalge. Assumiu os deveres do governador como Governador Interino em Março de 1896, como resultado da morte de Greenhalge, e mais tarde foi eleito como o 39º Governador em Novembro, exercendo de 1897 até 1900. Foi reeleito todo ano por uma grande maioria popular.
Enquanto Governador, Wolcott aprovou um projeto de lei autorizando a compra pela Boston Elevated Railway do Túnel Tremont Street Subway, mas exigiu um referendo público sobre a proposta de aquisição. Quando foi submetida a votação, foi derrotado por uma margem de 2 contra 1. Quando a Guerra Hispano-Americana surgiu em 1898, Wolcott imediatamente colocou o estado em pé de guerra, garantindo a autorização legislativa para gastos militares em apenas 25 minutos. O estado foi um dos primeiros a fornecer tropas da milícia para o esforço de guerra.
Em 1899, Wolcott decidiu não concorrer à reeleição. Foi oferecido a vários cargos diplomáticos pelo Presidente William McKinley, mas recusou-os e embarcou em uma viagem à Europa com sua família em Maio de 1900. Após seu retorno, fez campanha pelos Republicanos nas eleições de 1900. Adoeceu com febre tifoide em meados de Novembro e morreu em Boston no dia 21 de Dezembro de 1900.
Os administradores da Milton Academy nomearam a maior das casas do campus em homenagem ao Governador Wolcott após sua morte em 1900.